# Junkers F.13
El Junkers F 13, derivat del Junkers J 10 (CL. I) de la I Guerra Mundial, va ser el primer monoplà comercial completament metàl·lic a entrar en servei a tot el món.

## Història
Construït com un monoplà completament metàl·lic, d'ala baixa amb voladís sense obenc i amb un sol motor, originàriament anomenat com a J13, va volar per primera vegada el 25 de juny de 1919. En aquesta primera versió la tripulació de dos homes s'acomodava en una cabina frontal oberta, mentre que els quatre passatgers s'allotjaven en una cabina tancada i amb calefacció darrere de la primera. La configuració del timó de direcció i l'aleta curta en forma de fletxa, també era molt característica d'aquest primer model, tot i que en models posteriors es modificaria fent-la més estàndard. Hugo Junkers va escollir pel revestiment metàl·lic del F.13 el duralumini corrugat que va mantenir en tots els seus models posteriors fins a la Segona Guerra Mundial. En posteriors versions també es va dotar a la tripulació d'una cabina tancada. El primer F 13 estava propulsat per un motor de pistó Mercedes D.IIIa de 160 cv, que va ser substituït en els primers aparells de sèrie pel B.M.W. IIIa de 185 cv.
Entre 1921 i 1922 la producció de Junkers es va veure interrompuda quan, els guanyadors de la Primera Guerra Mundial, van intentar prendre el control de la producció aeronàutica alemanya mitjançant una resolució de la Comissió de Desarmament Aliada. El fabricant va esquivar la prohibició traslladant la producció del F.13 a Danzig, que en aquell moment es considerava fora d'Alemanya.

## Servei mundial
El 1925 Junkers Flugzeugwerke va aconseguir el predomini gairebé mundial. A Europa va oferir els seus avions a Europe-Union, un conglomerat d'aerolínies de 16 països europeus i es va obrir pas a Orient Mitjà, operant amb Junkers Luftverkehr des de Pèrsia. Quan, el gener de 1926 l'aerolínia propietat d'Hugo Junkers, la Junkers Luftverkehr es va fusionar amb Aero Lloyd per formar Deutsche Luft Hansa unes 60 unitats de F.13 van passar a la nova companyia i els restants distribuïts per tot el món per a usos tan civils com militars.
Un dels atributs més atractius del F.13 va ser la seva versatilitat, ja que, a més a més del tren d'aterratge se li podia adaptar fàcilment flotadors, per aterrar a l'aigua i esquís per fer-ho en neu.

### Versatilitat com a hidroavió
Durant els primers anys de l'aviació comercial, en molts llocs del món no hi havien aeròdroms, o estaven molt apartats. En canvi hi havien molts llacs, rius, o fins i tot, parts de mar, que es podien aprofitar amb hidroavions. A Sud-amèrica, per exemple, la possibilitat d'ús de flotadors resultava molt atractiu, ja que sovint, era més fàcil trobar un lloc amb aigua per fer servir com a pista d'aterratge, que no pas trobar un tros de terra prou gran, llis i sense obstacles.
El motor B.M.W. que impulsava en principi al Junkers va ser també el del Heinkel HD24 de Gunther Plüschow i amb el qual l'arriscat pioner va volar sobre Terra del Foc i la Patagònia entre 1928 i 1931, fent les primeres filmacions de la regió. Avui, gràcies a les recerques de Roberto Litvachkes, és possible aconseguir la pel·lícula del muntatge del Heinkel i els seus vols sobre glaceres i serralades.

## Evolució
La producció, que es va perllongar fins a 1929, va rebre una sèrie de millores al llarg dels anys. Tot i que el cos del F.13 gairebé no es va modificar, la aleta si que es va canviar passant de l'aleta en forma de fletxa poc profunda dels primers models a una configuració més convencional i amb més profunditat. El F.13 va poder comptar també amb una gran varietat de motors que incloïa, radials, en línia, de fabricants britànics, alemanys, francesos i estatunidencs tot i que, la gran majoria dels aparells (més de 320 en unes 60 variants), van estar propulsats pel motor Junkers L-5 de 210 cv.
L'últim F.13 comercial del món es va retirar al Brasil l'any 1951. Molts F.13 es van transformar per al seu ús militar, alguns per transport utilitari i d'altres com a bombarders, afegint-hi armament defensiu. La Luftwaffe va fer servir alguns com a avió d'entrenament de radionavegació. També es van fer servir molt a conflictes d'América del Sud, com els que va fer servir la Força Aèria Colombiana a la Guerra colombo-peruana entre 1932 i 1933.

## Especificacions (Junkers F13)
Característiques generals
- Tripulació: 2
- Capacitat: A part de la tripulació, 4
- Longitud: 9,59 m
- Envergadura: 14,47 m
- Alçada: 3,50 m
- Pes carregat: 1640 Kg

 Rendiment 
- Velocitat màxima: 173 km/h
- Abast: 1400 km
- Sostre de servei: 5000 m